# Воротишин крест
Воротишин крест (бел. Варацішын крыж) (также Воротишин камень, Вилейский камень) — монументальный памятник древнерусской эпиграфики, один из Борисовых камней, находящийся у деревни Камено Вилейского района Минской области Белоруссии.

## Описание
Камень представляет собой самородную глыбу тёмного гранита конусообразной формы высотой около трёх метров. На камне высечены шестиконечный крест и надпись «Воротишин хрьстъ», по которой камень и получил своё имя. Как и у других Борисовых камней, вверху по сторонам креста присутствует надпись «IС ХС НИКА», что означает «Иисус Христос побеждает». На противоположной от креста стороне камня прослеживаются остатки традиционного для камней этой группы текста: «господи помоги рабу своему…».
Две лунки, расположенные на вершине камня, позволяют выдвигать гипотезу о первоначальной принадлежности его к языческим чашечным камням.

## История изучения

### Тышкевич
|                                             |  |
| Рисунки камня в материалах К. П. Тышкевича. |  |

Первым исследователем, изучавшим Вилейский камень, был белорусский археолог и этнограф К. П. Тышкевич. В 1857 году он на свои средства и на собственном судне осуществил путешествие по реке Вилии — от её истоков до впадения в Неман, с целью сбора географических, археологических и этнографических данных. Для российской научной общественности камень был открыт, когда К. П. Тышкевич в 1868 году сделал сообщение для Московского археологического общества об открытых к тому времени борисовых камнях. В этом сообщении он привёл описание камня и высеченного на нём креста, но ничего не сообщил о существующих на нём надписях.
Дополнительно данные о камне были включены в изданную им в Дрездене книгу «Вилия и её берега» (пол. «Wilija i jei brzegi»), написанную по материалам экспедиции 1857 года.
Кроме этого Тышкевич с своих материалах приводит предание сохранившееся в народе об этом камне, говорящее о том, что «…будто за много веков до нас, живший здесь крестьянин, в первый день Светлаго Христова Воскресенья, сохою запряжённою двумя быками пахал в этом месте своё поле. Господь, желая наказать его за нарушение торжественного праздника, обратил в этот камень крестьянина и быков, запряжённых в соху».
На основании этих данных Ф. В. Покровский включил сведения о камне в своё известное среди археологов и кладоискателей издание — «Археологическая карта Виленской губернии».

### Сапунов
В конце XIX века памятник исследовал известный историк, археолог и краевед А. П. Сапунов, который обнаружил что под многолетними наростами мха на камне скрывается не только изображение креста, но и какие-то надписи. После того, как с помощью воды, мыла и щёток поверхность валуна была очищена, исследователь смог прочитать под крестом надпись «Воротишин хрьстъ», а также несколько букв из основного текста идущего вокруг камня, большая часть которого была уничтожена. Заинтересовавшись вопросом, почему изгладилась часть букв и даже целые слова на южной и западной сторонах памятника, и расспросив об этом местных жителей исследователь узнал, что много лет тому назад в деревню приезжал пан и наняв местного кузнеца ударами молота сколол юго-западную часть валуна.
Изучив изображение креста и форму букв сохранившегося текста, Сапунов пришёл к выводу, что они такие же как и у других Борисовых камней и на основании этого датировал надпись также XII веком. Этот же историк был первым, кто обратил внимание на два углубления на вершине камня никак не прокомментировав их предполагаемое предназначение. Эти данные были опубликованы автором в 1896 году в его монографии «Материалы по истории и географии Дисненского и Вилейского уездов Виленской губернии».
|                                                                      |
|                                                                      |
|                                                                      |
| Фотографии камня и прорисовка надписей по материалам Е. Р. Романова. |

### Романов
В начале XX века памятник дополнительно обследовал археолог и этнограф Е. Р. Романов. В числе прочего им были произведены пробные раскопки вокруг камня в результате которых исследователь выяснил, что валун, возвышающийся над землёй на 2¾ аршина (примерно 2 метра) ещё на 1½ — 2 аршина (1-1.5 метра) уходит вглубь земли. С южной стороны раскопки произвести не удалось, так как камень в этом месте расширяется, и подошва его усыпана множеством крупных осколков. Романов также затруднялся определить назначение двух лунок на вершине камня, отметив однако,
что если бы они были большей глубины, то могли бы служить для закрепления какого-либо предмета, например креста.
В целом соглашаясь с датировкой надписи на камне XII веком, сделанной А. П. Сапуновым, Романов отдельно отмечает, что хотя начертание некоторых букв («Ю», «У», «Х», «НИ» и других) соответствуют XI—XII веку, палеографические особенности других («А», «Н», «И», «Т») скорее говорят в пользу XIII—XIV веков. По поводу смысла надписи исследователь высказывает две версии. Первая и них традиционна: крест и надпись высечены неким Воротишей (или Воротьшей), а памятник соответственно назван «Воротишин». Другой вариант трактовки предполагает, что после «Ъ» находился еще тонкий штрих «І» изгладившийся со временем. В этом случае надпись читается как «Воротиши ны» и, по-видимому, высечена в память возвращения из трудного похода. Эта версия отчасти подтверждается тем, что вблизи камня находится древнее городище с курганами у его подошвы.
Отдельно автор отмечает, что у жителей деревни не сохранилось никаких преданий, рассказывающих о времени и причинах появления надписей на камне, что по его мнению неудивительно, потому что деревня построилась уже вокруг камня и значительно позже иссечения надписи на нём, так как унаследовала от него своё имя — «Камено» (или «Каменка»).

### Карский
В начале XX века изучением материалов связанных с этим камнем занимался известный филолог-славист, палеограф и этнограф Е. Ф. Карский. Данным автором отмечена несомненная древность надписи (XI—XII век), о чём по его мнению говорит форма начертания буквы «И», а также написание слова «хрьстъ» («крест»). В части трактовки смысла надписи Карский склоняется скорее ко второму варианту, предложенному Е. Р. Романовым, («Воротиши ны»), однако не исключая и первого («Воротишинъ хрьстъ»).

## Современное состояние
На сегодняшний день Воротишин камень является единственным Борисовым камнем сохранившимся на своём первоначальном месте. Памятник включен в список историко-культурных ценностей Республики Беларусь и охраняется государством.
Камень пользуется большим уважением местных жителей и продолжает порождать вокруг себя легенды. Согласно одной из них, записанной Ириной Климкович, «… около валуна очень часто внезапно появлялся золотой конь, который скакал вокруг него и также внезапно исчезал. Люди посчитали это знаком, что под камнем спрятано золото. Два брата решили проверить. Но пока один из них спал, другой быстренько начал подкапывать камень, надеясь, что всё найденное золото достанется ему одному. Золота он не нашёл, а камень провалился в яму и с того времени еле возвышается над землёй».